# Раппопорт Ксенія Олександрівна
Ксенія Олександрівна Раппопорт (рос. Ксения Александровна Раппопорт, нар. 25 березня 1974) — російська акторка. Народна артистка Російської Федерації (2015).

## Життєпис
Народилася 25 березня 1974 в Ленінграді (нині — Санкт-Петербург).
Закінчила Російський державний інститут сценічних мистецтв (2000).

## Вибрана фільмографія
| Рік  |    | Українська назва                                 | Оригінальна назва                           | Роль                                        |
| ---- | -- | ------------------------------------------------ | ------------------------------------------- | ------------------------------------------- |
| 1991 | ф  | Вийди!                                           | Изыди!                                      | Сіма                                        |
| 1993 | ф  | Російська наречена                               | Русская невеста                             | Кристина                                    |
| 1997 | ф  | Анна Кареніна                                    | Anna Karenina                               | Маша                                        |
| 1999 | с  | Агент національної безпеки                       | Агент национальной безопасности             | Тетяна Павлова, балерина                    |
| 1999 | с  | Вулиці розбитих ліхтарів 2                       | Улицы разбитых фонарей 2                    | Марина Урбанська                            |
| 2000 | ф  | Квіти календули                                  | Цветы календулы                             | Олена                                       |
| 2001 | с  | Бандитський Петербург. Фільм 3. Крах Антибіотика | Бандитский Петербург                        | Рахіль Даллет (Світлана Ігорівна Воронцова) |
| 2002 | с  | На ім'я Барон                                    | По имени Барон                              | Дебора                                      |
| 2004 | с  | Загибель імперії                                 | Гибель империи                              | Аліна Горська                               |
| 2004 | ф  | Вершник на ім'я Смерть                           | Всадник по имени Смерть                     | Ерна Бронштейн                              |
| 2005 | с  | Єсенін                                           | Есенин                                      | Галина Беніславська                         |
| 2006 | ф  | Незнайомка                                       | La sconosciuta                              | Ірена                                       |
| 2007 | с  | Ліквідація                                       | Ликвидация                                  | Іда                                         |
| 2008 | с  | Ісаєв                                            | Иасев                                       | Лідія Боссе                                 |
| 2008 | ф  | Людина, котра кохає                              | L'uomo che ama                              | Сара                                        |
| 2008 | ф  | Італійці                                         | Italians                                    | Віра                                        |
| 2011 | ф  | Два дні                                          | Два дня                                     | Маша                                        |
| 2011 | ф  | Распутін                                         | Распутин                                    | Муня Головіна                               |
| 2012 | ф  | Гольфстрім під айсбергом                         | Гольфстрим под айсбергом                    | арабка в пустелі                            |
| 2012 | с  | Біла гвардія                                     | Белая гвардия                               | Олена Турбіна-Тальберг                      |
| 2012 | с  | Після школи                                      | После школы                                 | Жанна Іванівна                              |
| 2014 | ф  | Невидимий хлопчик                                | Il ragazzo invisibile                       | Елена                                       |
| 2016 | с  | Мата Харі                                        | Mata Hari                                   | Елізабет Шрагмюллер                         |
| 2016 | кф | Фонограф                                         | Фонограф                                    | Єлизавета Лавровська                        |
| 2016 | ф  | Дама пік                                         | Дама пик                                    | Софія Маєр                                  |
| 2017 | ф  | Невидимий хлопчик: Нове покоління                | Il ragazzo invisibile — Seconda generazione | Елена                                       |
| 2018 | ф  | Лід                                              | Лёд                                         | мати Наді Лапшиної                          |
| 2018 | ф  | День до                                          | День до                                     | Маша                                        |
| 2018 | ф  | Російський Біс                                   | Русский Бес                                 | Маша                                        |
| 2019 | ф  | Празька оргія                                    | Pražské orgie                               | Ольга                                       |
| 2019 | ф  | Одеса                                            | Одесса                                      | Лора                                        |
| 2019 | ф  | Дев'ятий калібр                                  | Calibro 9                                   | Альма                                       |
| 2020 | с  | Мертві душі                                      | Мёртвые души                                | Анна                                        |
| 2021 | ф  | Мамо, я вдома                                    | Мама, я дома                                | Тоня                                        |
| 2021 | ф  | Голем                                            | Голем                                       | Рахіль                                      |
| 2021 | ф  | Джетлаг                                          | Джетлаг                                     | Меліора                                     |
| 2021 | ф  | На близькій відстані                             | На близком расстоянии                       | Інга                                        |
| 2022 | ф  | Одиниця Монтевідео                               | Единица Монтевидео                          | Женька                                      |
| 2022 | ф  | Жанна                                            | Жанна                                       | Жанна                                       |
| 2021 | с  | Вертинський                                      | Вертинский                                  | Лідія Павлівна                              |
| 2023 | ф  | Порядок часу                                     | L'ordine del tempo                          | Паола                                       |
| 2024 | ф  | Летючий корабель                                 | Летучий корабль                             | циганка                                     |

## Громадянська позиція
В лютому 2022 року засудила російське вторгнення в Україну.